# 무스 (음식)

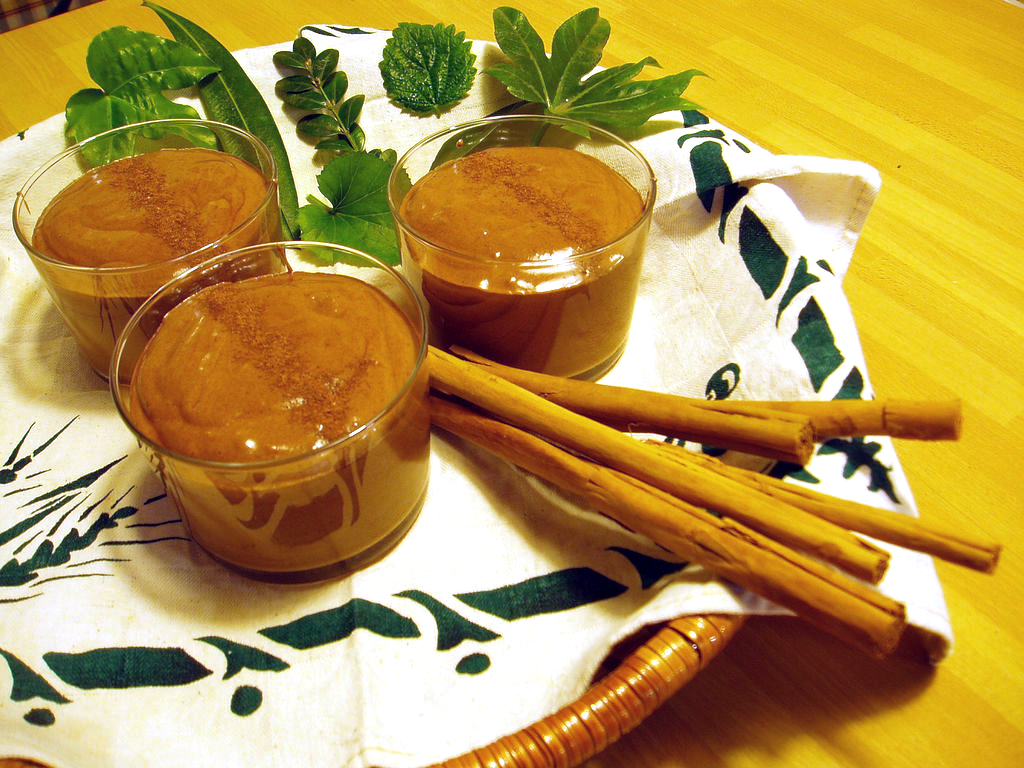
초콜릿 무스

무스(mousse)는 달걀과 크림으로 만든 프랑스의 디저트이며 주로 초콜릿, 과일 퓨레 등과 결합된다.

## 같이 보기
- 바바루아
- 파르페